# Салвадор на Светском првенству у атлетици на отвореном 2015.
Салвадор је учествовао на Светском првенству у атлетици на отвореном 2015. одржаном у Пекингу од 22. до 30. августа петнаести пут, односно учествовао је на свим првенствима до данас. Репрезентацију Салвадора представљала су два такмичара (1 мушкарац и 1 жена) који су се такмичили у две дисциплине.,
На овом првенству Салвадор није освојио ниједну медаљу, нити је постигнут неки рекорд.

## Учесници
| Мушкарци: - Натан Ривера — Скок мотком | Жене: - Беатрис Фламенко — 100 м препоне |  |

## Резултати

### Мушкарци
| Атлетичар    | Дисциплина  | Лични рекорд | Квалификације | Квалификације | Финале               | Финале               | Детаљи |
| Атлетичар    | Дисциплина  | Лични рекорд | Резултат      | Место         | Резултат             | Место                | Детаљи |
| ------------ | ----------- | ------------ | ------------- | ------------- | -------------------- | -------------------- | ------ |
| Натан Ривера | Скок мотком | 4,70         | без пласмана  | без пласмана  | Није се квалификовао | Није се квалификовао |        |

### Жене
| Атлетичарка      | Дисциплина    | Лични рекорд | Квалификације | Квалификације | Полуфинале            | Полуфинале            | Финале                | Финале  | Детаљи |
| Атлетичарка      | Дисциплина    | Лични рекорд | Резултат      | Место         | Резултат              | Место                 | Резултат              | Место   | Детаљи |
| ---------------- | ------------- | ------------ | ------------- | ------------- | --------------------- | --------------------- | --------------------- | ------- | ------ |
| Беатрис Фламенко | 100 м препоне | 14,53 НР     | 14,77         | 8. у гр. 4    | Није се квалификовала | Није се квалификовала | Није се квалификовала | 37 / 37 |        |